# Larry Hurtado
Pour les articles homonymes, voir Hurtado.
Larry Hurtado, né le 29 décembre 1943 à Kansas City au Missouri et mort le 25 novembre 2019, est un spécialiste américain du Nouveau Testament et un historien du christianisme primitif.
Il considère que les évangiles chrétiens n'ont pas forgé eux-mêmes l'idée que Jésus serait le Fils de Dieu car ce serait une innovation trop importante par rapport à la religion juive traditionnelle. Selon Hurtado, le fait de considérer Jésus comme le Fils de Dieu ne pourrait pas être le fait des premières communautés judéo-chrétiennes, mais résulterait d'expériences et témoignages plus anciens et suffisamment forts pour provoquer un changement profond au sein de la tradition juive.
Il est professeur émérite de langues, littérature et théologie du Nouveau Testament à l'université d'Édimbourg en Écosse (professeur de 1996 à 2011).

## Travaux

### Contexte
Les travaux relatifs au début de la christologie portent sur l'origine du culte rendu par les premiers chrétiens à Jésus de Nazareth. Ils s'intéressent plus particulièrement aux titres utilisés pour désigner ce dernier : Christ, Messie, Seigneur, Fils de l'Homme, Fils de Dieu...
Les recherches historiques et exégétiques autour du Christ ont essentiellement été marquées par deux types de travaux :
- D'abord ceux de l'érudit allemand Wilhelm Bousset. Son célèbre ouvrage Kyrios Christos (1913) marqua profondément la recherche jusqu'à aujourd'hui. L'auteur y affirme en effet que les titres les plus lourds d'un point de vue théologique utilisés au sujet de Jésus (Fils de Dieu par exemple) sont tardifs et ne sont pas apparus dans la communauté chrétienne de Jérusalem, mais au sein des communautés dispersées au sein de l'Empire romain. Cette opinion prévaut encore chez une majorité d'historiens et d’exégètes.
- Ensuite, Oscar Cullmann marqua la recherche par des travaux étudiant de manière systématique et d'un point de vue plus théologique les premiers titres attribués à Jésus (voir son livre The Christology of the New Testament (1957, 1963). Il fut suivi par Werner Kramer Christos, Kyrios, Gottessohn. (1963) et par Ferdinand Hahn : christologische Hoheitstitel (1963). Les travaux de Cullmann sont parmi les plus importants après ceux de Bousset[4].

Larry Hurtado se situe lui-même parmi ces deux grands prédécesseurs. Néanmoins, il est marqué par l'influence de Martin Hengel qui lui-même a souvent remis en cause certaines thèses courantes au sein de l'exègèse biblique. Richard Bauckham est un autre nom qui doit être cité.

### Présentation générale
Hurtado, bien que croyant lui-même, a toujours situé ses travaux dans une perspective strictement historique sans faire intervenir ni la théologie ni la foi.
Larry Hurtado est connu pour être un des spécialistes du Nouveau Testament qui remet en cause le consensus concernant la naissance du christianisme.
Il affirme en effet que la nouveauté d'un culte et d'une adoration pour Jésus de Nazareth représente une innovation si importante par rapport au strict monothéisme juif qu'il ne peut pas tirer ses origines au sein des premières communautés chrétiennes, mais doit tenir à la personnalité de Jésus et aux apparitions du Jésus ressuscité après Pâque.
En cela, il cherche à proposer une approche différente de celle d'autres historiens puisqu'il ne s'intéresse pas uniquement aux idées ou titres utilisés pour désigner Jésus, mais plus généralement aux pratiques de dévotion (devotional practices) qui ont entouré Jésus, selon Hurtado, très peu de temps après sa mort et sa résurrection supposée.
Dans son livre Le Seigneur Jésus Christ, Hurtado étudie un certain nombre de témoignages au sein du Nouveau Testament qui montrent l'apparition très tôt – dès les origines du mouvement chrétien – de convictions concernant la résurrection de Jésus.

### Le débat autour de la naissance de la christologie
Selon Hurtado, il existe trois manières de concevoir l'origine de la christologie c'est-à-dire le début du culte et de la divinisation de Jésus de Nazareth.
- La première approche est la suivante. Elle consiste à poser que le fait d'honorer Jésus a commencé très tôt - si tôt que Paul de Tarse le tient pour acquis. Cette éruption serait apparue peu d'années, voire peu de mois après la crucifixion de Jésus. Ce culte aurait été proportionnel au rejet des Pharisiens, et donc aussi intense que les persécutions attribuées à Paul contre les premiers chrétiens[5].

Cette approche connaît deux variantes. La première est celle du célèbre exégète allemand Wilhelm Bousset pour lequel ce culte n'est pas à Jérusalem mais à Antioche ou Damas.
La seconde variante considère au contraire que le culte de Jésus est né à Jérusalem même : c'est la position de Larry Hurtado.
- La seconde approche des origines de la christologie peut être résumée ainsi : Jésus, de son vivant, aurait été bien qualifié de Messie, mais ce n'est qu'au cours de plusieurs décennies que Jésus a été "divinisé" (cette thèse est défendue par Maurice Casey, J.D.G. Dunn, James McGrath et Adela Yarbro Collinsa)[5].
- La dernière - que Hurtado tient pour être la plus courante (most popular)[5] considère que la christologie haute est une invention tardive. On la retrouve par exemple en France chez un journaliste comme Frédéric Lenoir et chez un historien comme Geza Vermes. Les titres christologiques ne seraient que le résultat d'une évolution tardive et surtout des conciles christologiques du début de l'ère chrétienne[5].

La critique qu'émet Hurtado contre la deuxième et la troisième thèse est qu'elles seraient incapables de rendre compte du culte et de la dévotion dont Jésus a été l'objet très tôt et dont témoignent les lettres de Paul.
En outre, on ne trouve pas de trace de différences entre le culte rendu à Jésus à Jérusalem et au sein des autres communautés chrétiennes. Cela amène Hurtado à penser que le culte rendu à Jésus ne peut pas avoir été différent selon la situation géographique des premiers groupes chrétiens et qu'on ne peut affirmer que la christologie "haute" serait née à Antioche ou à Damas (comme le pense Bousset par exemple).
Par ailleurs, Hurtado considère que les spécificités de la dévotion rendue à Jésus ne peut pas être d'origine romaine ou "païenne" tant elle est atypique et contient d'éléments propres à la religiosité et à la culture juive de l'époque.
"Les affirmations exaltées faites au sujet de Jésus, y compris celle relative à sa préexistence, sa participation à la création du monde, le fait qu'il monte sur le trône des cieux, son rôle unique comme rédempteur eschatologique et des titres honorifiques comme Messie, Fils de Dieu, Seigneur et même Dieu, pour tous cela nous pouvons trouver des parallèles occasionnels dans la riche et diversifiée tradition juive"
Dans le texte : "The exalted claims made for Jesus, including pre-existence, participation in creation of the world, heavenly enthronement, unique role as eschatological redeemer, and honorific
titles such as Messiah, Son of God, Lord, and even God, for all these we can find occasional parallels in the rich and diverse ancient Jewish tradition."

### La christologie du Nouveau Testament
Hurtado tend à réduire l'écart entre la christologie "haute" et la christologie "basse" et considère que les titres attribués à Jésus sont très précoces.
Il pense en outre que les évangiles canoniques annoncent les thèmes des grands débats des conciles christologiques dans la mesure où ils affirmeraient, déjà, la double nature de Jésus à la fois homme et de nature divine. Il compare ainsi les évangiles canoniques qui se présentent comme des récits de type biographiques racontant la vie de Jésus comme un personnage tout à fait humain alors qu'un évangile apocryphe comme l'Evangile selon Thomas présente Jésus essentiellement comme un personnage divin sans qu'on mentionne le contexte géographique, familial ou social dans lequel il a vécu 

### Description du culte rendu à Jésus
Larry Hurtado propose la typologie suivante pour décrire le culte rendu à Jésus.
- Les hymnes chantés en l'honneur de Jésus.
- Le fait d'invoquer et de confesser sa foi en Jésus comme fils de Dieu.
- Les prières offertes à Dieu par l'intermédiaire de Jésus ou au nom de Jésus.
- L'usage rituel du nom de Jésus lors du baptême.
- Le repas sacré pris en commun connu comme le "repas du Seigneur" (the sacred common meal as "the Lord’s Supper") sous la présence tutélaire de Jésus (presiding presence).
- Les prophéties prononcées en son nom[9].

Larry Hurtado fait valoir qu'il y a peu d'exposés christologiques systématiques dans le Nouveau Testament y compris dans les lettres de Paul de Tarse. Les seuls textes explicites en ce sens sont des hymnes ou des odes. Cela suppose selon Hurtado que les premières communautés chrétiennes auraient été habitées par un profond sentiment de dévotion pour Jésus et que ces hymnes étaient suffisamment anciennes pour qu'on puisse s'y référer comme à quelque chose de connu.
On peut citer comme hymnes particulièrement importants :
- L'Epître aux Philippens (Chapitre 2,6-11).
- L'Epître aux Colossiens (chapitre 1, 15-20) et L'Évangile selon Jean (chapitre 1, 1-18)[11].

### Raisons de l'adoration en Jésus
Larry Hurtado voit plusieurs facteurs qui ont rendu possible le développement du culte à Jésus de Nazareth.
- D'abord le monothéisme juif a été capable d'introduire des agents marquants (“principal agent”) tels que les patriarches, les anges, Moïse ou Enoch ou même des abstractions personnifiées telle la Sagesse de Dieu ou le Verbe de Dieu.
- L'impact que laissa la prédication et la crucifixion de Jésus.
- Le contexte religieux dans l'Empire romain.
- Enfin, le rôle décisif qu'eurent certaines expériences religieuses comme source de révélation que Dieu attendait des premières chrétiens une certaine forme d'adoration pour Jésus[12].

Hurtado cite comme exemples de telles visions les passages suivants dans le Nouveau Testament:  la vision dont est l'objet Étienne (Actes des Apôtres, chapitre 7) ou de manière plus élaborée Jean dans l'Apocalypse (chapitre 4—5). L'historien américain évoque aussi les visions que Paul dit avoir eues de Jésus (2 Corinthiens 12:1; 1 Corinthiens 9:1; 15:8; Galates 1:14-15).

## Publications
En anglais
- God in New Testament Theology (Nashville: Abingdon Press, 2010)  (ISBN 978-0-687-46545-3)
- The Earliest Christian Artifacts: Manuscripts and Christian Origins (Grand Rapids: Eerdmans, 2006)
- The Freer biblical manuscripts: fresh studies of an American treasure trove (2006)
- How on Earth did Jesus Become a God? Historical Questions about Earliest Devotion to Jesus (Grand Rapids: Eerdmans, 2005)  (ISBN 0-8028-2861-2)
- Lord Jesus Christ: Devotion to Jesus in Earliest Christianity (Grand Rapids: Eerdmans, 2003)
- « Homage to the Historical Jesus and Early Christian Devotion », Journal for the Study of the Historical Jesus 1/2 (2003), p. 131–46.
- At the Origins of Christian Worship: The Context and Character of Earliest Christian Devotion, the 1999 Didsbury Lectures (Carlisle: Paternoster Press, 1999; Grand Rapids: Eerdmans, 2000)
- « Mark », New International Biblical Commentary (Peabody, MA:  Hendrickson Publishers, 1990)  (ISBN 0-943575-16-8)
- One God, One Lord:  Early Christian Devotion and Ancient Jewish Monotheism (Fortress Press, 1988; 2d édition T&T Clark, 1998)  (ISBN 0-567-08987-8)
- Text-Critical Methodology and the Pre-Caesarean Text:  Codex W in the Gospel of Mark (Grand Rapids: Eerdmans, 1981).

En français
- Le Seigneur Jésus Christ. La dévotion envers Jésus aux premiers temps du christianisme, traduit de l’anglais par Dominique Barrios, Charles Ehlinger et Noël Lucas, 2009, 782 p.
- "Dieu" dans la théologie du Nouveau Testament, 2011, 198 p.

#### Source primaire
- Le Nouveau Testament dans son ensemble et plus particulièrement les évangiles ainsi que l’Épître aux Éphésiens et l’Épître aux Romains de Paul de Tarse.

#### Ouvrage moderne sur la christologie duIersiècle
- (de) Wihelm Bousset, Kyrios Christos : Geschichte des Christusglaubens von den Anfängen des Christentums bis Irenaeus, Göttingen : Vandenhoeck & Ruprecht, 1913.